# Фрегаты типа 26
Type 26 или «Глобальный боевой корабль» (Global Combat Ship, GCS) — класс фрегатов ВМС Великобритании, созданный для замены кораблей типа 23
Суда данного класса представляют собой многоцелевой корабль для противолодочной и противовоздушной обороны, а также для операций общего назначения.
Программа началась в 1998 году и была известна как Future Surface Combatant (FSC, будущий надводный боевой корабль); в марте 2010 года программа была переименована в Global Combat Ship («Глобальный боевой корабль», ГБК) и подписан четырёхлетний контракт с компанией BAE Systems.
Начало производственного процесса планировалось на 2016 год, а сдача головного корабля — в 2023 году. Строительство первого корабля серии («Глазго», HMS Glasgow) началось в июле 2017 года.

## История

### Future Surface Combatant
Программа Global Combat Ship началась под названием Future Surface Combatant (FSC) и имела целью замену фрегатов типа 22 и 23. Планирование началось в 1998 году с заказа на опытовое судно RV Triton, которое предназначалось для исследования вопроса о применимости тримарана в качестве конструкции для такого большого и сложного корабля, как фрегат. Однако к началу 2000-х годов Королевский флот склонился в пользу более традиционных решений.
В марте 2005 года были обнародованы планы строительства двух типов кораблей — недорогого «корабля средних размеров» с введением в эксплуатацию в 2016—2019 годах и более мощного «универсального надводного боевого корабля» с вводом в эксплуатацию около 2023 года.
В начале 2006 года Министерство обороны запустило программу Sustained Surface Combatant Capability (S2C2, устойчивые возможности надводных боевых кораблей), в рамках которой изучались взаимодействия между FSC и тральщиками, патрульными кораблями, гидрографическими судами. К началу 2007 года проект вылился в технические требования по трём направлениям: С1, С2 и С3: 

С1 подразумевало корабль водоизмещением около 6000 т в качестве платформы для противолодочной оперативной группы, 

С2 — корабль более общего назначения водоизмещением 4000—5000 т, 

С3 — универсальный корвет водоизмещением 2000—3000 т для замены большого количества находящихся на вооружении малых кораблей (минные тральщики, патрульные корабли и гидрографические суда).
Концепция С3 имело своим истоком информационный запрос (Request for Information, RFI) Министерства обороны от начала 2004 года, касающийся «глобального корвета» (Global Corvette), важными характеристиками которого были низкие эксплуатационные расходы и возможность работы в мелководных прибрежных районах.
ВАЕ Systems, VT Group, Thales и «Роллс-Ройс» осенью 2004 года ответили рядом предложений, начиная от хорошо оборудованного «Оффшорного патрульного корабля» (Offshore Patrol Vessel, OPV) водоизмещением 1500 т до современного высокобоеспособного корвета водоизмещением 3000 т, сходного с боевым кораблём прибрежной зоны (Littoral Combat Ship, LCS) ВМС США.
Концепция FSC была предложена в бюджет 2008 года в качестве альтернативы двум последним эсминцам (7-му и 8-му) типа 45.
В 2009 году ВАЕ Systems получила контракт на разработку фрегатов согласно требованиям С1 и С2 с плановым сроком службы 25 лет. В общей сложности 18 кораблей (10 С1 и восемь С2) планировалось вводить в строй с 2020 года со скоростью примерно одна единица в год.
В начале 2010 года вариант С3 был отвергнут в пользу программы MHPC (Mine Countermeasures, Hydrography and Patrol Capability, Возможности противоминной обороны, гидрографии и патрулирования).

### Global Combat Ship
Официальные упоминания о программе Future Surface Combatant исчезли к 2010 году, а 25 марта того же года компания BAE Systems Maritime — Naval Ships получил четырёхлетний контракт Министерства обороны на 127 млн фунтов, на разработку новый типа боевого корабля с условным названием «Глобальный боевой корабль» (Global Combat Ship, GCS), соответствующий требованиям С1 FSC. Ожидалось, что первый корабль поступит на вооружение до 2021 года.
В октябре 2010 года в Strategic Defence and Security Review 2010 (Комментарий по стратегической обороне и безопасности, SDSR) была подтверждена приверженность правительства к программе GCS: «как можно скорее после 2020 года необходимо заменить фрегаты типа 23 на Тип 26, разработанный, чтобы быть адаптироваться к изменению роли и функции в зависимости от стратегической ситуации».
В рамках SDSR 2010 было также объявлено, что оставшиеся фрегаты типа 22 фрегаты будут выведены из эксплуатации без замены, так что число эскортных кораблей Королевского Военно-Морского Флота флота сократится с 23 эсминцев и фрегатов до 19 (6 эсминцев типа 45 эсминцев и 13 фрегатов типа 23).
Базовый вариант фирмы BAE для ГБК представлял собой корабль длиной 141 м, водоизмещением 6850 т и дальностью плавания 7000 морских миль при скорости 18 узлов. Однако 30 ноября 2010 было объявлено, что в спецификации стоимость корабля урезана с 500 млн до 250—350 млн фунтов на корабль. В результате водоизмещение корабля снизилось до 5400 тонн, особое внимание уделялось гибкости и модульности.
В отличие от LCS, «Глобальный боевой корабль» имеет только один корпус.
Хотя в ноябре 2010 было принято решение снизить технические характеристики и возможности GCS, ВАЕ к 2014 году возвращается к исходному варианту большого корабля водоизмещением 6900 т.
В феврале 2015 Министерство обороны и BAE Systems заключили контракт стоимостью 859 млн фунтов, для продолжения фазы разработки и поддержки перехода к производственной фазе. 12-месячный демонстрационный этап начался с 1 апреля 2015 и после 12-месячное продления в марте 2016 года планируется завершить в июне 2017 года.
2 июля 2017 компания BAE Systems объявила она получила контракт на 3,7 млрд фунтов с МО Великобритании на производство первые трёх кораблей типа 26, в релизе говорится, что «…разделка первого листа стали для первого корабля в Глазго начнётся в ближайшие недели».
В сентябре 2015 года стоимость программы оценивалась в 11,5 млрд фунтов, исходя из количества 13 кораблей. Стоимость для текущих восьми кораблей оценивалась в 2016 году как 8 млрд фунтов.

## Характеристики
«Глобальный боевой корабль» (ГКБ) разработан по принципу модульности и гибкости, чтобы обеспечить универсальность по всему спектру операций, в том числе по обеспечению безопасности мореплавания, борьбе с пиратством, противодействию терроризму, гуманитарным операциям и операциям по ликвидации последствий стихийных бедствий. Адаптируемый дизайн будет способствовать техническому сопровождению в течение всего срока службы, обновления могут легко осуществляться по мере развития технологии.
По состоянию на 2017 год, по данным веб-сайта BAE Systems предполагается водоизмещение 6900 т, длина 149,9 м, ширина 20,8 м, максимальная скорость свыше 26 узлов. ГКБ будет иметь основной экипаж 118 человек с апартаментами для размещения в общей сложности 208 человек. Автономность составляет 60 дней, дальность плавания — приблизительно 7000 морских миль. На корме находится оборудование, позволяющее спускать на воду надувные лодки с жёстким корпусом, беспилотные катера и буксируемую ГАС. Большой отсек целевой нагрузки и ангар расположен в средней части корпуса, обеспечивая разнообразие задач и сопутствующего оборудования. На большую полётную палубу можно посадить вертолёт размером с Boeing Chinook, а в ангаре могут разместиться два вертолета размером с AgustaWestland AW159 Wildcat или AgustaWestland Merlin. В ангаре также есть места для размещения беспилотных летательных аппаратов.
Как и фрегаты типа 23, которые планируется заменить новым фрегатом, Глобальный боевой корабль будет иметь акустически малошумный корпус для борьбы с подводными лодками, внутрикорпусную ГАС Thales Type 2050 в носовом буле и мощную буксируемую ГАС 2087.
Двигательная установка будет состоять из газовой турбины с прямым приводом и четырёх высокоскоростных дизельных генераторов, питающих два электродвигателя, в конфигурации CODLOG.
В 2012 году «Роллс-Ройс» реконструировал двигатель MT30, установленный на авианосце «Королева Елизавета», для его использования на кораблях меньшего размера, этот двигатель будет использоваться на фрегатах типа 26.
ВАЕ Systems предположила, что некоторые клиенты будут устанавливать газотурбинные двигатели, другие же предпочтут пожертвовать 2-3 узлами скорости, выбрав более дешевые дизельные двигатели. Конфигурация CODLOG является упрощённой конфигурацией CODLAG, используемой на фрегатах типа 23, а обе современника нового корабля — авианосец «Королева Елизавета» и эсминец типа 45 — используют интегрированную электрическую двигательную установку (IEP).
вооружение
Версия «Глобального боевого корабля» для ВМС Великобритании имеет обозначение «фрегат типа 26». Этот вариант будет оснащаться обзорным радаром Type 997 Artisan 3D и ЗРК Sea Ceptor (CAMM) с 48 ячейками установки вертикального пуска ракет (УВП).
Дополнительная УВП Мk 41 c 24 ячейками в ударном варианте располагается впереди мостика и способна стрелять крылатыми ракетами «Томагавк», перспективной противокорабельной ракетой «Персей», или ракетами Sea Ceptor, расположенными по 4 ракеты в каждой ячейке УВП.
ГБК будет оснащен пушками разного калибра. Вместо нынешней стандартной английской морской 114-мм пушки Mk 8, будет установлена стандартная 127-мм/62 калибра пушка НАТО Mk 45. Кроме того, корабль будет вооружён двумя ЗАК Mk 15 Phalanx, двумя автоматическими 30-мм пушками DS30M Mk 2, а также «миниганами» и пулемётами общего назначения.

## Строительство
Начало производственного процесса планировалось на 2016 год, а сдача головного корабля — в 2023 году.
В ноябре 2016 года было объявлено, что летом 2017 года начнётся строительство серии из 8 кораблей, они будут построены на верфях ВАЕ в Говене и Скотстоне реке Клайд в Глазго..
В августе 2015 года были заказаны первые комплектующие для нового корабля,
Разделка стальных листов для первых трёх из восьми кораблей Королевского Военно-Морского Флота началась 20 июля 2017 года, в церемонии участвовал министр обороны Майкл Фэллон..
ВАЕ Systems объявила о заключении первых семи контрактов на оборудование для фрегатов типа 26 на сумму свыше 170 млн фунтов. Контракты были заключены с
Babcock на систему управления оружием;
David Brown Gear Systems Ltd на трансмиссию и испытательное оборудование;
GE Power Conversion на электрические двигатели, электропривод и испытательный комплекс;
Raytheon Anschütz на интегрированную навигационную систему и оборудование мостика, в том числе доработки по предпочтениям заказчика, наземную станцию интеграции и широкий спектр прочих услуг;
Rolls Royce Power Engineering на газовые турбины; Rohde & Schwarz UK Ltd на системы связи; WR Davis of Canada на оборудование для дымоходов и выхлопной системы.
В декабре 2016 года, компания BAE Systems объявила о заключении шести дополнительных контрактов:
c Detegase of Spain по канализации и водоочистки;
Salt Separation Services по опреснительной установке;
Johnson Controls по охлаждению воды, Marine Systems Technology Ltd по газо- и водонепроницаемым дверям и люкам; «Роллс-Ройс» по стабилизаторам и рулевому управлению.
Также заключен контракт с Pellegrini Marine Equipments of Italy.
Эти контракты довели общий объём вложений в программу до 380 млн фунтов.
По словам Гэри Макклоски, руководителя по поставкам для фрегатов типа 26 компании BAE Systems, к марту 2017 года в программе участвовали от 40 до 50 поставщиков, в том числе 33 имели полные контракты.
5 апреля 2017 Raytheon Anschütz объявила об успешной интеграции информационной системы отображения электронных карт (Warship Electronic Chart Display Information System, WECDIS) в интегрированную навигационную систему и оборудование мостика (Integrated Navigation and Bridge Systems, INBS) для фрегатов типа 26.
В июле 2017 года, в Говене началось строительство первого корабля («Глазго», HMS Glasgow); ВАЕ Systems подтвердила, что в настоящее время программе занято более 1200 человек в цепочке поставок в Великобритании, заявив, что в будущем программа позволит обеспечить более 3400 рабочих мест по ВАЕ Systems и широкой сети поставщиков.

## Поставки на экспорт
«Глобальный боевой корабль» с самого начала разрабатывался с прицелом на экспорт.
Подобно франко-итальянскому семейству многоцелевых фрегатов ФРЕММ, на экспорт предлагается три варианта корабля: фрегат противолодочной (ПЛО), противовоздушной обороны (ПВО) и общего назначения.
В сентябре 2010 года британское и бразильское правительства заключили оборонное соглашения, включая возможность покупки пяти или шести Глобальных боевых кораблей для ВМФ Бразилии. В следующем месяце ВАЕ Systems официально представил подробное предложение бразильского Военно-Морского Флота, включавшее Глобальный боевой корабль, а также варианты танкеров типа Wave и патрульных кораблей типа River.
Во время дебатов в палате общин 31 января 2011 года, было заявлено, что Австралия, Малайзия, Новая Зеландия и Турция уже выразили заинтересованность в сотрудничестве по GCS (Турция позже отвергла проект в 2012 году, как не отвечающий его требованиям), и что Великобритания вела «интенсивные обсуждения» с Канадой.
Канада
При этом, Канада считала, что ГБК угрожает канадским судостроителям, и в преддверии выборов 2011 года пресс-секретарь Питера Маккея, в то время занимавшего пост канадского министра обороны, отрицал причастность Канады к британской программе.
Хотя Канада ранее исключала сотрудничество по британской программе, в мае 2016 года компания Джейнс сообщила, что Глобальный боевой корабль был по-прежнему является одним из претендентов на участие в программе «Канадский боевой надводный корабль» (Canadian Surface Combatant).
В октябре 2018 было объявлено о намерениях Канады закупить 15 фрегатов, которые обойдутся в 60 млрд долл.
Австралия
Правительства Соединенного Королевства и Австралии ранее изучали возможности для сотрудничества по направлениям С1 и С3, которые близко соответствуют требованиям ВМС Австралии на замену фрегатов типа «Анзак» первым типом фрегатов..
Между двумя странами в январе 2013 года был подписан договор о военном сотрудничестве, и Австралия обязалась исследовать вопрос соответствия «Глобального боевого корабля» своей программе закупок.
В апреле 2016 года, премьер-министр Малкольм Тернбулл подтвердил, что Глобальный боевой корабль стал одним из трех проектов, отобранных для замены фрегатов типа «Анзак»..
В сентябре 2016 года правительство Австралии заключило с BAE Systems контракт на дальнейшую доработку конструкции ГБК (фрегата типа 26) для Королевского австралийского Военно-Морского Флота по программе SEA 5000 («Будущий фрегат»)..
В конце марта 2017 года Австралия оформила заявку на тендеры (RFT), решение по которым ожидается в 2018 году. Программа оценивается в 35 млрд австралийских долларов (26,25 млрд долл. США).

## Состав серии
Первоначальное предполагалось построить для Королевского Военно-Морского Флота 13 «Глобальных боевых кораблей» (восемь противолодочных и пять общего назначения), заменив ими фрегаты типа 23. Однако позже, во время выступления премьер-министра Великобритании Дэвида Кэмерона по вопросам стратегической обороны и безопасности в ноябре 2015 года, было объявлено, что будет построено только восемь противолодочных фрегатов. Финансирование для оставшихся пяти кораблей типа 26 было решено потратить на разработку нового типа легких и более дешёвых фрегатов общего назначения (GPFF). В связи с ожидаемой дешевизной этого проекта, правительство полагало, что это может привести в конечном итоге увеличению общего числа фрегатов Королевского Военно-Морского Флота. Новый фрегат будет иметь обозначение «Type 31». В июле 2016 года, BAE представила два проекта фрегатов общего назначения, соответствующих требованиям: «Avenger» и «Cutlass».
В 2014 году началась кампания за то, чтобы первый корабль получил название «Плимут», хотя имена кораблям Королевского флота даёт Комитет по названиям и эмблемам кораблей (Ships’ Names and Badges Committee).
При начале строительства первого корабля было объявлено, что он будет называться «Глазго».
| Заказчик                                       | Партия | Заказан     | Название                   | Тактический номер | Строитель           | Заложен    | Спущен на воду | В строю | Статус         |
| ---------------------------------------------- | ------ | ----------- | -------------------------- | ----------------- | ------------------- | ---------- | -------------- | ------- | -------------- |
| Класс «Сити»                                   |        |             |                            |                   |                     |            |                |         |                |
| Королевский военно-морской флот Великобритании | 1      | 02.07.2017  | «Глазго» HMS Glasgow       | F88               | ВАЕ Systems, Глазго | 20.07.2017 | 3.12.2022      |         | Спущен на воду |
| Королевский военно-морской флот Великобритании | 1      | 02.07.2017  | «Кардифф» HMS Cardiff      | F89               | ВАЕ Systems, Глазго | 14.08.2019 | 5.09.2024      |         | Спущен на воду |
| Королевский военно-морской флот Великобритании | 1      | 02.07.2017  | «Белфаст» HMS Belfast      | F90               | ВАЕ Systems, Глазго | 19.07.2021 |                |         | В постройке    |
| Королевский военно-морской флот Великобритании | 2      | 15.11.2022  | «Бирмингем» HMS Birmingham | F91               | ВАЕ Systems, Глазго | 4.04.2023  |                |         | В постройке    |
| Королевский военно-морской флот Великобритании | 2      | 15.11.2022  | «Шеффилд» HMS Sheffield    | F92               | ВАЕ Systems, Глазго | 28.11.2024 |                |         | В постройке    |
| Королевский военно-морской флот Великобритании | 2      | 15.11.2022  | HMS Newcastle              | F93               |                     |            |                |         | Заказан        |
| Королевский военно-морской флот Великобритании | 2      | 15.11.2022  | HMS Edinburgh              | F94               |                     |            |                |         | Заказан        |
| Королевский военно-морской флот Великобритании | 2      | 15.11.2022  | HMS London                 | F95               |                     |            |                |         | Заказан        |
| Класс «Охотник»                                |        |             |                            |                   |                     |            |                |         |                |
| Королевский австралийский военно-морской флот  | 1      |             | «Охотник»                  |                   |                     |            |                |         |                |
| Королевский австралийский военно-морской флот  | 1      | «Флиндерс»  |                            |                   |                     |            |                |         |                |
| Королевский австралийский военно-морской флот  | 1      | «Тасман»    |                            |                   |                     |            |                |         |                |
| Королевский австралийский военно-морской флот  | 2      |             |                            |                   |                     |            |                |         |                |
| Королевский австралийский военно-морской флот  |        |             |                            |                   |                     |            |                |         |                |
| Королевский австралийский военно-морской флот  |        |             |                            |                   |                     |            |                |         |                |
| Речной класс                                   |        |             |                            |                   |                     |            |                |         |                |
| Королевский военно-морской флот Канады         | 1      |             | «Фрейзер»                  |                   |                     |            |                |         |                |
| Королевский военно-морской флот Канады         | 1      | «Сен-Лоран» |                            |                   |                     |            |                |         |                |
| Королевский военно-морской флот Канады         | 1      | «Маккензи»  |                            |                   |                     |            |                |         |                |